# Det var en lørdag aften (folkvisa)
Det var en lørdag aften är en dansk folkvisa. Låten är känd från Svend Grundtvigs bearbetning, som först publicerades i P.O. Boisens sångbok Nya och gamla sånger af och for det danska folket 1849. Sången finns dock redan tryckt i en annan version 1837. Det är osäkert hur gammal "Det var en lördagsnatt" är.
Låten är enkel med fyra rader i varje vers med rimschemat "abcb". Det finns fem verser i den första kända versionen och åtta i Grundtvigs bearbetning. Låten beskriver en ung flicka som förgäves väntar på sin älskare en lördagskväll, och när hon inte ser honom i kyrkan dagen efter, reflekterar hon i sin förtvivlan över kärleken och – i Grundtvigs version – tror att hon aldrig kommer att älska igen.
"Det var en lørdag aften" finns med i Danmarks kulturkanon från 2006 som en av tolv folkvisor under partitur. Den har spelats in i ett brett utbud av versioner med artister.